# يامي ألايد
يامي إبريشي ألايد (بالإنجليزية: Yemi Eberechi Alade) والمعروفة باسم يامي ألايد (بالإنجليزية: Yemi Alade). من مواليد 13 مارس 1989 في أبيا، نيجيريا. هي مغنية وكاتبة أغاني وممثلة وناشطة نيجيرية. فازت في برنامج لعرض المواهب الغنائية في عام 2009، وحققت نجاحًا مع إصدارها المنفرد «جوني» في عام 2014. منذ ذلك الحين، اكتسبت يامي شهرة في صناعة الموسيقى بعد إصدار ألبوميها كينغ أوف كوين وماما أفريكا، مما جعلها تنطلق في جولات عالمية متتالية.
فازت بجوائز إم تي في لأفضل امرأة في عامي 2015 و2016 على التوالي وتم ترشيحها لجائزة فنان العام في عام 2015، مما جعلها أول امرأة تفوز بجائزة إم تي في لأفضل امرأة على التوالي مرتين وترشحت لجائزة فنان العام. في عام 2015، كانت يامي ألايد أول امرأة نيجيرية يتم ترشيحها في جوائز إم تي في الموسيقى الأوروبية لأفضل عمل أفريقي وتم ترشيحها في جوائز بي إي تي لأفضل عمل أفريقي في عامي 2015و 2016. كما تم الإشادة بإبداعها وعروض مسرحية ساحقة وأزياء ومقاطع فيديو موسيقية، وقد فازت بجائزة هايديس لأفضل أداء مرتين 2018 و2019. بدأت مشوارها في 2018 وكانت الأولى فنان يفوز في فئة تغني باللغات الإنجليزية، الإيغبو، البيدجين، اليوروبا، الفرنسية، السواحيلية والبرتغالية. كان لموسيقاها تأثير في العديد من البلدان الأفريقية والعالم حيث اشتهرت بـ «ماما أفريكا» لتعدد استخداماتها في استخدام مختلف اللغات والأزياء الأفريقية في أغانيها وفيديوهاتها الموسيقية. كان والد يامي ألايد مفوض شرطة من أصل يوروبا، بينما كانت والدتها من أصل إيغبو.
في 9 يونيو 2020، تم ذكر يامي ألايد لتكون من بين الفنانين والموسيقيين الرائدين من جميع أنحاء العالم لتقديم عروضهم في الهدف العالمي: اتحدوا من أجل مستقبلنا برعاية مهرجان المواطن العالمي والتي تهدف إلى تقديم اختبارات وعلاجات مرض فيروس كورونا 2019 خاصة في المناطق النائية أماكن في إفريقيا وفي جميع أنحاء العالم. في 27 يونيو 2020 قدمت يامي ألايد عرضًا في الهدف العالمي: اتحدوا من أجل مستقبلنا جنبًا إلى جنب مع مايلي سايرس، شاكيرا، جي بالفين، جنيفر هدسون، كولدبلاي، أشر، جاستن بيبر، كويفو وكلوي إكس هالي.